# 신길온천역
신길온천역(新吉溫泉驛, Singiloncheon station)은 경기도 안산시 단원구 신길동에 있는 수도권 전철 4호선, 수도권 전철 수인·분당선의 전철역이다. 안산선 건설 당시에 역 주변 일대가 신길온천 개발 예정 지역이어서 신길온천역이라는 이름으로 개통하였으나, 온천 개발이 이루어지지 못해 역명 변경이 추진되어 당초 2021년 1월 20일에 능길역으로 변경될 예정이었다. 하지만 온천 개발을 지지하는 지역 주민들의 반발로 인하여 집행 정지 신청이 제기되어 실제 역사내 역명과 노선도가 수정되지 않았으며, 3월 25일 집행정지 신청이 일부 인용되었다.

## 역사
- 2000년 7월 28일: 안산선 연장 개통과 함께 신길온천역(新吉溫泉驛)으로 영업 개시[2]
- 2004년 12월 10일: 철도승차권 단말기 철거
- 2010년 9월 1일: 무배치간이역으로 격하
- 2020년 9월 12일: 4호선 급행열차 통과역 전환
- 2021년 1월 20일: 능길역으로 역명 개정[3]
- 2021년 3월 25일: 역명 변경 집행정지신청 일부 인용[1]

## 역 구조
2면 4선의 쌍섬식 승강장이다. 출구는 2개다. 스크린도어가 설치되어 있다.

### 승강장
| ↑안산       |
| １ \| ２ \| |
| 정왕 ↓      |

| 1 | ● 수도권 전철 수인·분당선 | 수원 · 기흥 · 모란 · 선정릉 · 왕십리 방면   |
| 1 | ● 수도권 전철 4호선       | 안산 · 금정 · 이촌 · 명동 · 불암산 방면     |
| 2 | ● 수도권 전철 수인·분당선 | 정왕 · 인천논현 · 호구포 · 연수 · 인천 방면 |
| 2 | ● 수도권 전철 4호선       | 정왕 · 오이도 방면                          |

상행 1번 승강장의 대피선에서 수인·분당선 인천발 오이도역 종착열차의 회차가 이루어진다.

## 역 주변
| 나가는 곳 | 방면                                                   |
| --------- | ------------------------------------------------------ |
| 1         | 남광장 능길초등학교 수자원공사 시화공업고등학교        |
| 2         | 북광장 신길초등학교 신길동행정복지센터 신길119안전센터 |

## 역명 논란
본래 개통 이전에는 신길역(新吉驛)이라는 가칭으로 불렸다. 하지만 수도권 전철 1호선과 5호선의 환승역인 신길역과 역명이 중복됨에 따라, 이 역이 계획될 당시 신길동 일원에 개발 예정이었던 온천을 역명에 추가하여, 신길온천역으로 정식 명명되었다.
그러나 이 일대가 개발제한구역으로 지정됨과 아울러 시화지구의 성격에 맞지 않는다는 정부의 판단으로 인해 온천 개발 계획이 취소됐으며, 일부 객지 승객들의 혼란을 방지하기 위해 신길온천역 역 구내 승강장 벽면에 "우리 역 주변에는 온천 시설이 없습니다."로 시작하는 안내문을 부착하였던 적이 있다. 따라서 역명 변경에 대한 목소리가 높은 역에 속했고 외부 제3자의 시선에서는 '온천'이라는 문구를 제외하여야 한다는 점에서 의견이 대체로 일치했다. 그러나 지역 사회의 시선에서는 온천 개발의 재추진을 원하는 여론이 높은 편이어서 인근의 초지역(구 명칭 공단역)과는 달리 쉽사리 역명을 바꾸지 못하고 있었다.
2019년 9월 8일 행정안전부에서 원칙적으로 온천 발견 신고인의 지위는 승계되지 않으며 3년 이내에 온천공 보호구역 지정이 신청되지 않은 경우 온천 발견 신고를 취소할 수 있다고 유권해석을 내리자, 안산시에서는 2020년 3월 11일부터 20일까지 안산 시민을 대상으로 개정 역명을 공모하였으며, 3월 30일부터 4월 8일까지 이를 바탕으로 능길역, 샛뿔역, 안산신길역, 황고개역 중 선호도 투표를 진행하였다. 2020년 5월, 안산시 지명위원회는 새 역명을 능길역으로 정하고, 이를 국토교통부에 건의하기로 하였다. 2020년 10월 8일, 국토교통부 역명심의위원회에서는 재적 11명 중 8명 찬성으로 능길역으로의 개정을 가결하였다.
이와 같은 역명 변경 절차를 거쳐 2021년 1월 20일에 건의한 능길역으로 역명이 변경되었다. ‘능길’은 신길동 일대의 옛 마을 이름으로, 훗날 구리시의 현릉으로 이장된 현덕왕후의 능인 소릉(昭陵)이 있던 목내동으로 가는 길목이라는 데서 유래하였다. 이 지명은 능길초등학교 등에서 지금도 사용되고 있다. 그러나  온천 개발을 지지하는 주민들의 반발로 인하여 집행 정지 신청이 제기되어 실제 역사내 역명과 노선도가 수정되지 않았으며, 2021년 3월 25일에 국민권익위원회 산하 중앙행정심판위원회에서 집행 정지 신청이 일부 인용되어 다시 "신길온천역"이 되었다.

## 승차량 변동
| 역 노선 | 승차 인원 | 승차 인원 | 승차 인원 | 승차 인원 | 승차 인원 | 승차 인원 | 승차 인원 | 승차 인원 | 승차 인원 | 승차 인원 | 승차 인원 | 승차 인원 | 승차 인원 | 승차 인원 | 승차 인원 | 승차 인원 | 승차 인원 | 승차 인원 | 승차 인원 | 승차 인원 | 승차 인원 | 승차 인원 | 승차 인원 | 주 석  |
| 역 노선 | 2000년    | 2001년    | 2002년    | 2003년    | 2004년    | 2005년    | 2006년    | 2007년    | 2008년    | 2009년    | 2010년    | 2011년    | 2012년    | 2013년    | 2014년    | 2015년    | 2016년    | 2017년    | 2018년    | 2019년    | 2020년    | 2021년    | 2022년    | 주 석  |
| ------- | --------- | --------- | --------- | --------- | --------- | --------- | --------- | --------- | --------- | --------- | --------- | --------- | --------- | --------- | --------- | --------- | --------- | --------- | --------- | --------- | --------- | --------- | --------- | ------ |
| 4호선   | 271       | 547       | 946       | 1287      | 1170      | 1231      | 1367      | 1338      | 1409      | 1389      | 1446      | 1548      | 1617      | 1733      | 1859      | 1829      | 1782      | 1842      | 1768      | 1764      | 1335      | 1457      | 1687      | [ 11 ] |

## 인접한 역
| 안산선                | 안산선                         | 안산선               |
| --------------------- | ------------------------------ | -------------------- |
| 454 안산 불암산 방면  | ● 수도권 전철 4호선 완행       | 456 정왕 오이도 방면 |
| 수인선                |                                |                      |
| K255 안산 청량리 방면 | ● 수도권 전철 수인·분당선 완행 | K257 정왕 인천 방면  |

## 갤러리

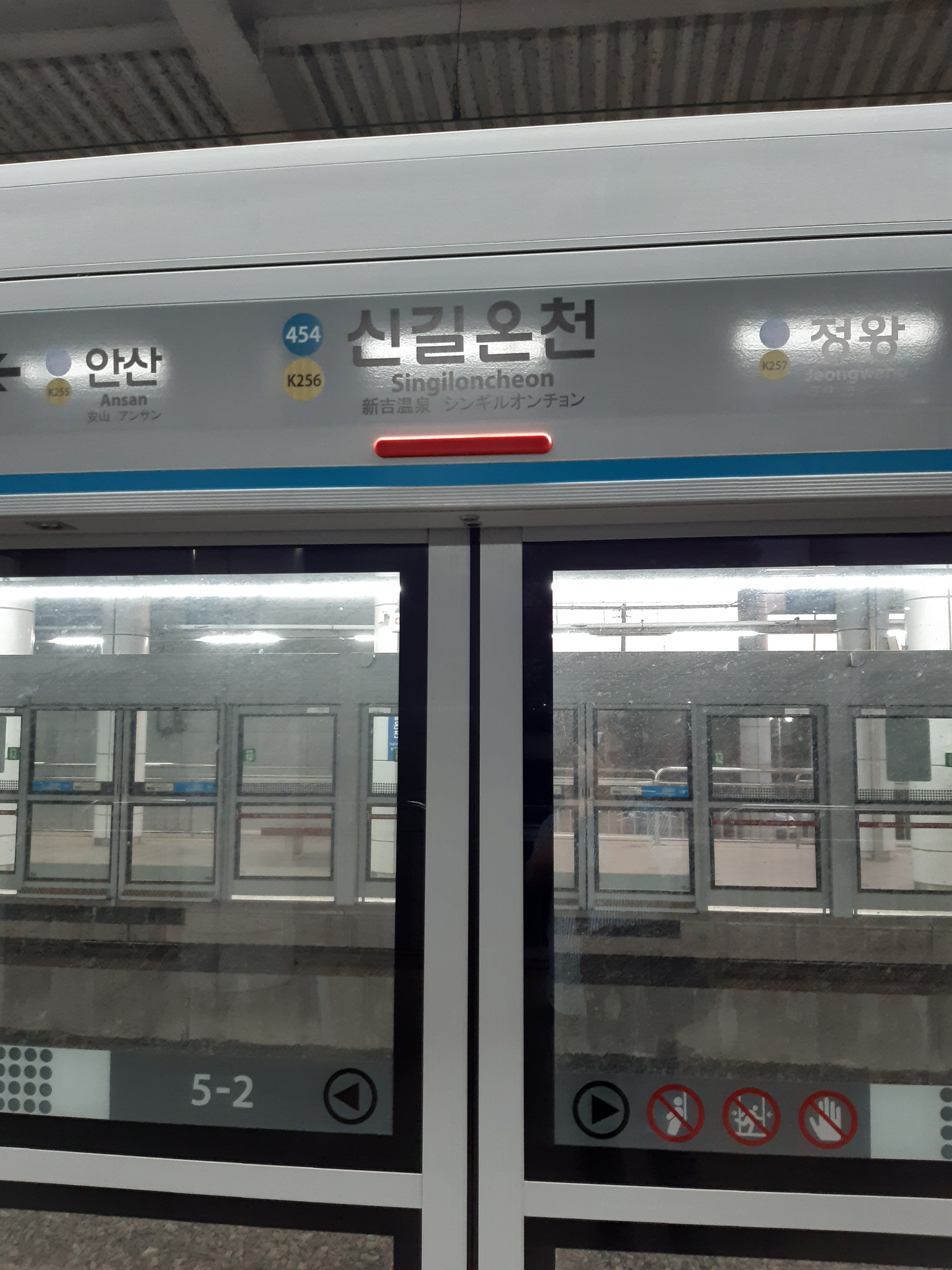
스크린도어 (2020년 9월)
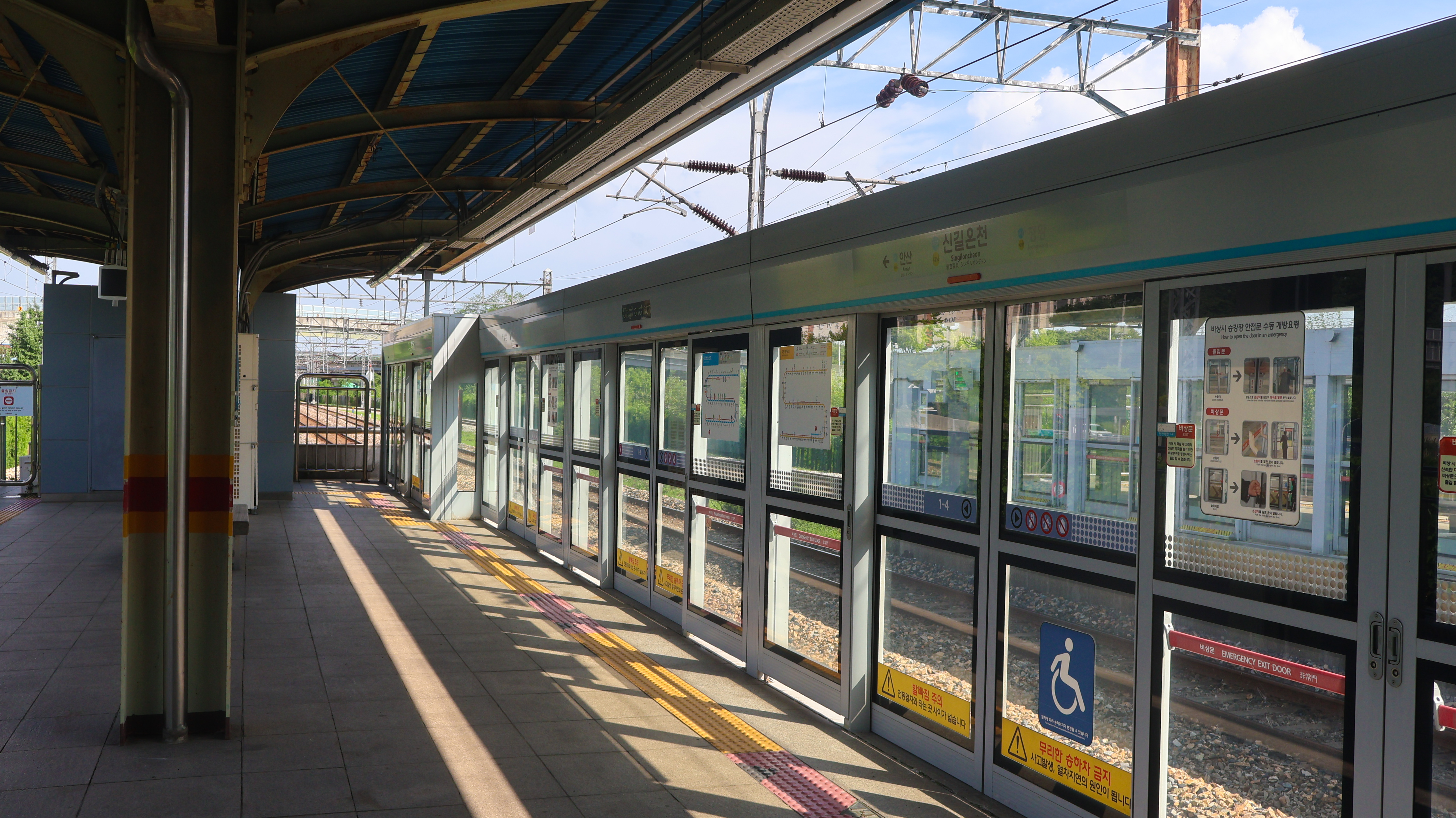
스크린도어 (2024년 7월)
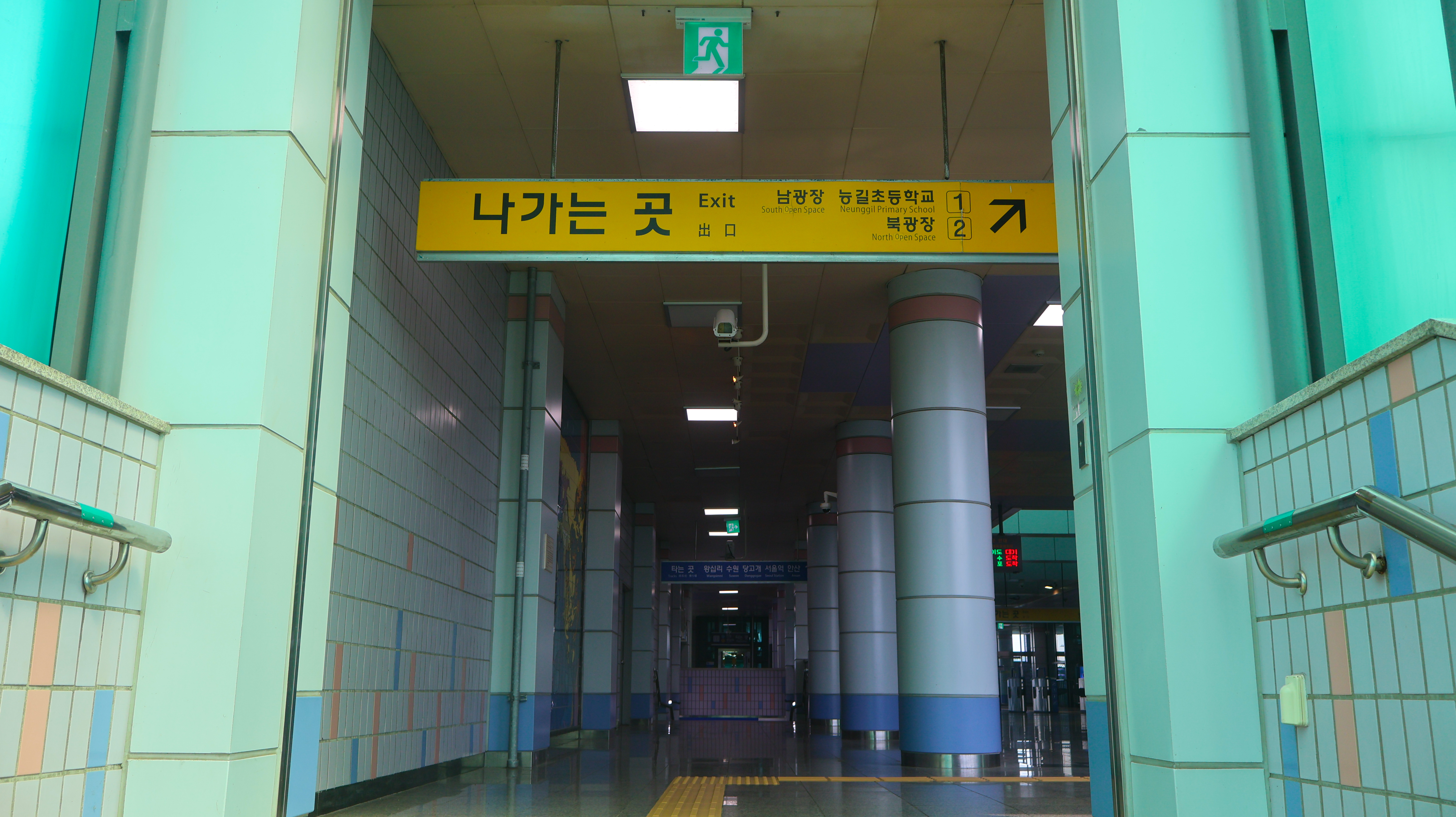
1번출구
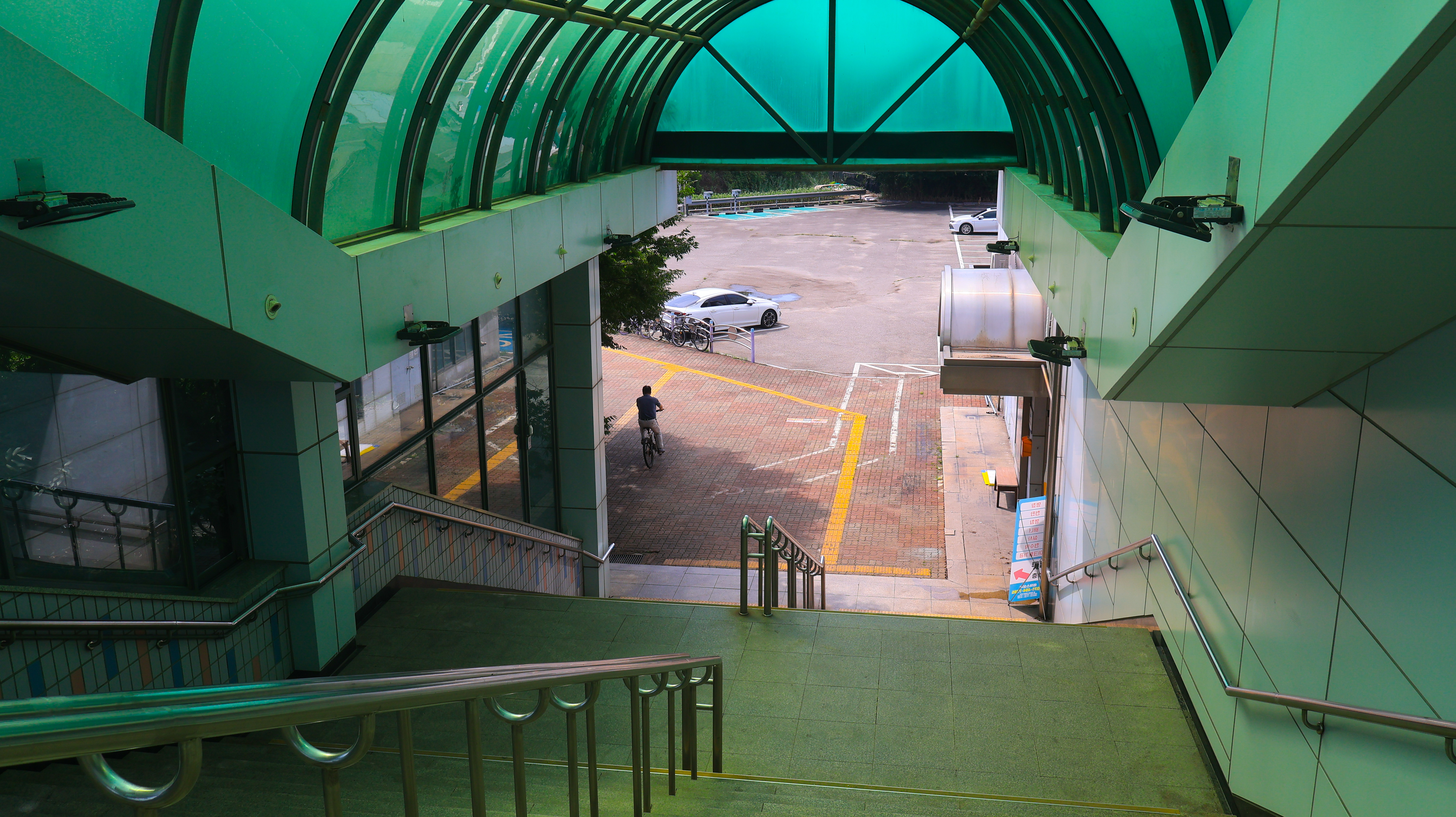
1번출구 계단
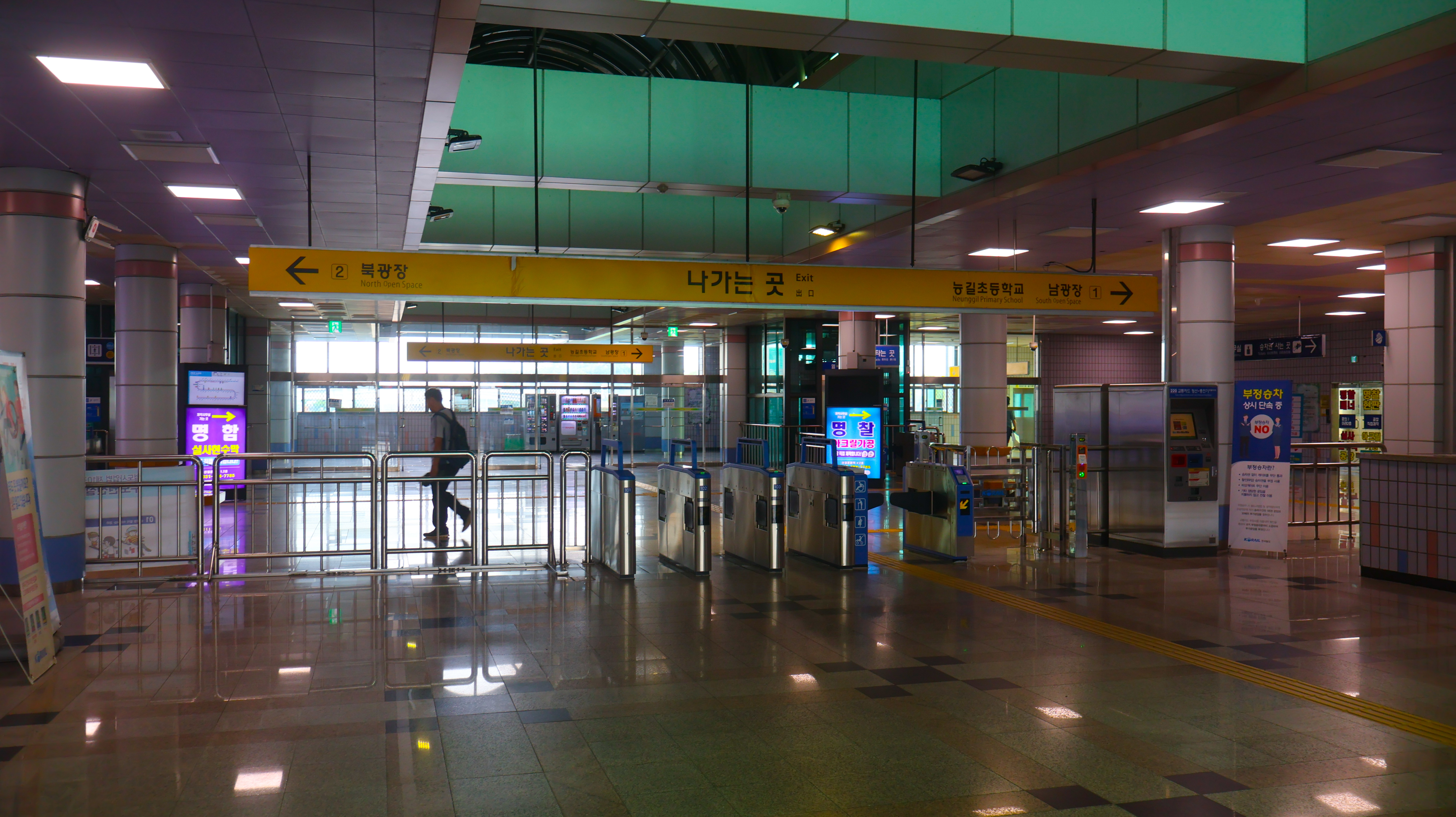
개찰구
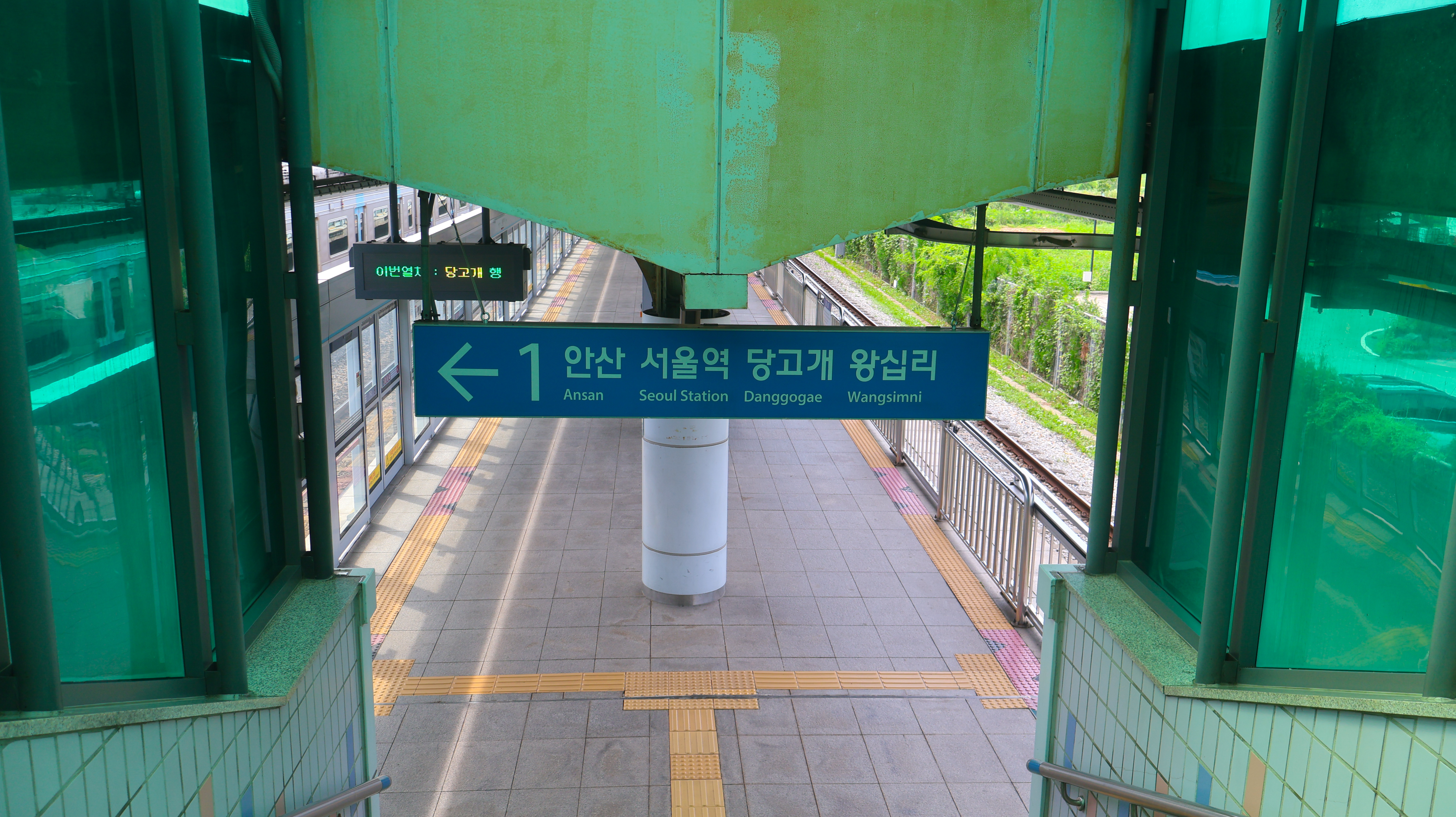
승강장
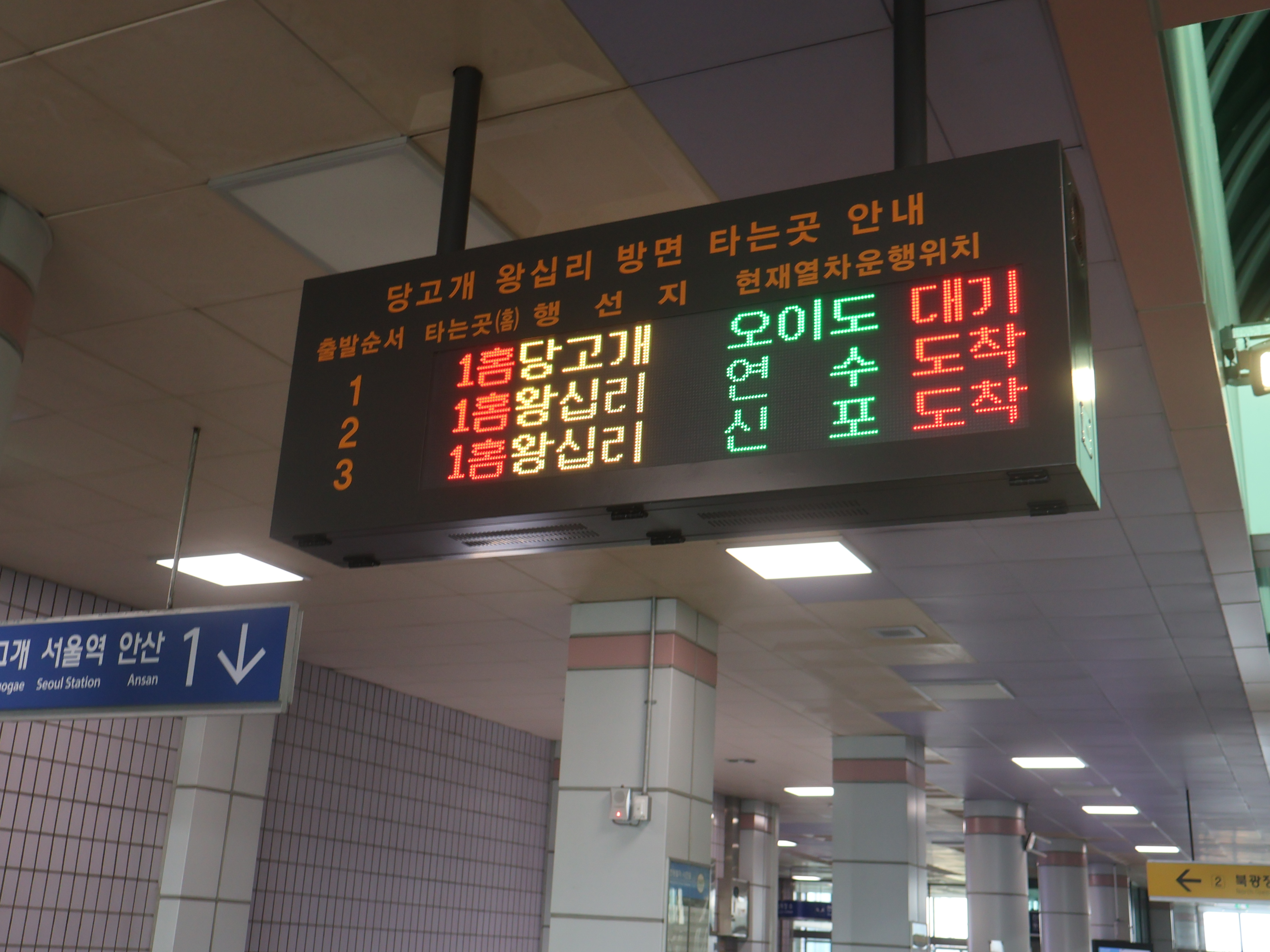
대합실 전광판
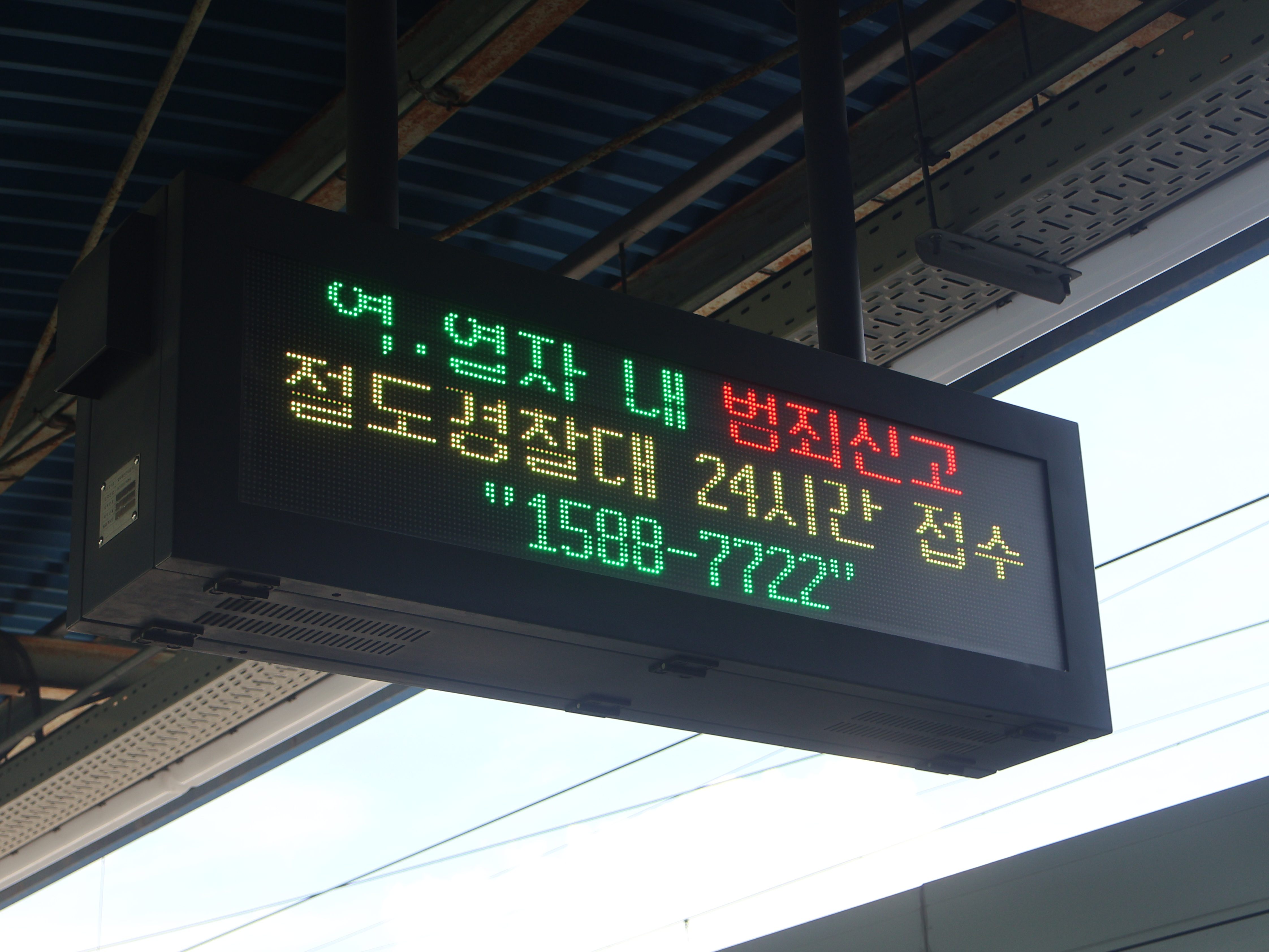
승강장 전광판
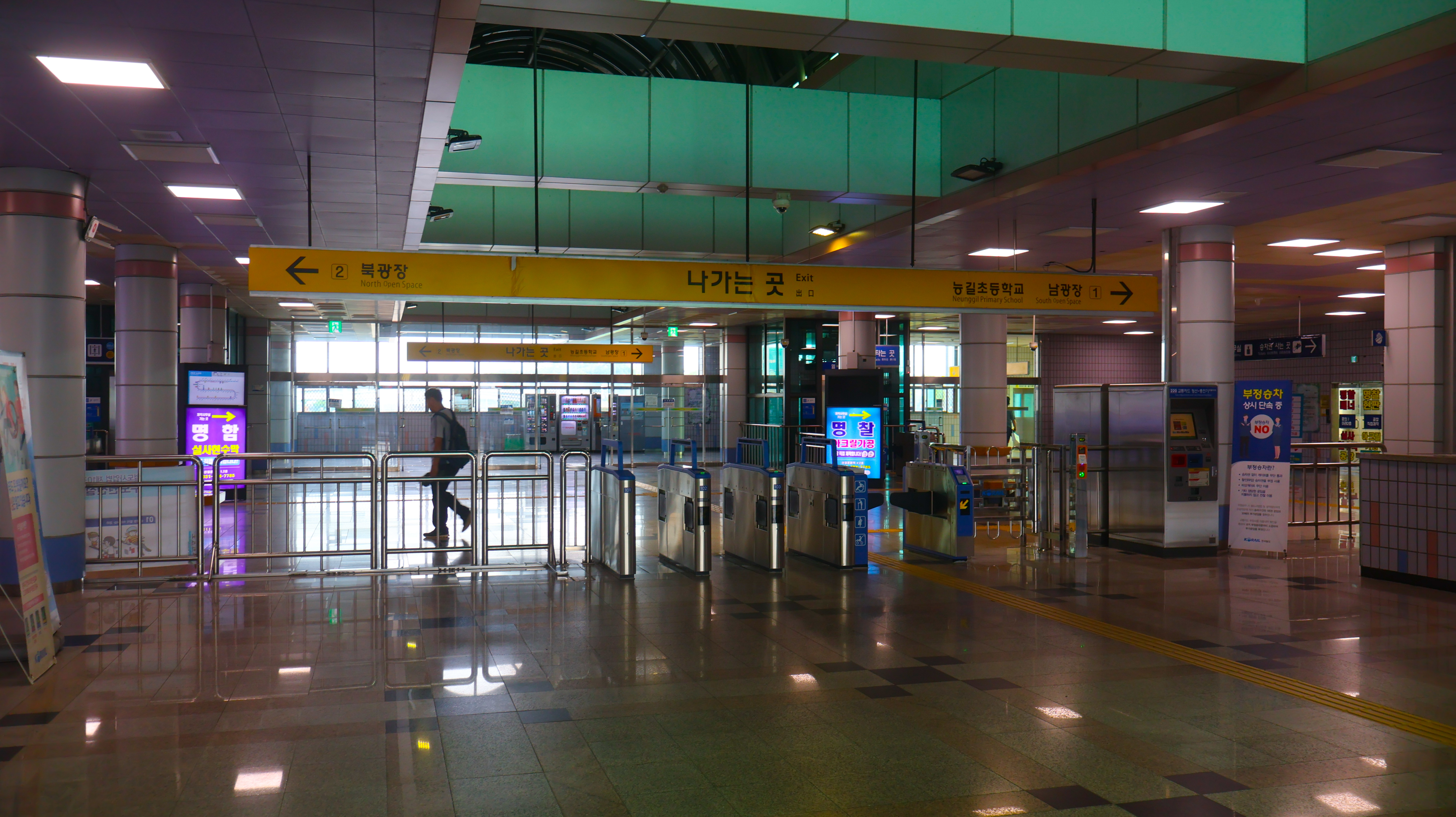
대합실